# Sauropoda
I sauropodi sono un gruppo di dinosauri saurischi, esclusivamente erbivori, vissuti tra il Triassico superiore e il Cretaceo superiore.
I sauropodi corrispondono all'immagine stereotipata del dinosauro: un gigante impacciato con collo lungo, testa piccola e coda lunghissima. Il Vulcanodon, vissuto nel Giurassico inferiore nello Zimbabwe, è tra i più antichi sauropodi conosciuti. Tra i più noti sauropodi ci sono Apatosaurus, Brontosaurus, Brachiosaurus e Diplodocus, tutti animali con forme, in effetti, che presentavano:  collo e coda molto allungati e testa relativamente piccola.

## Giganti terrestri

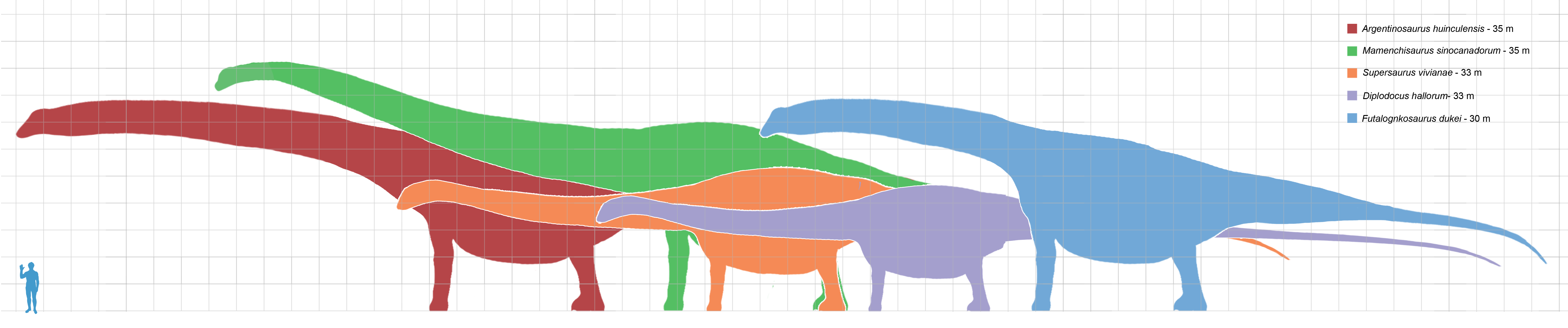
I Sauropoda noti più grandi

I sauropodi erano animali erbivori, dal collo solitamente lungo e quadrupedi. Avevano piccole teste, con denti a forma di spatola o di matita, e un corpo voluminoso. La coda in alcuni casi era lunghissima. Almeno due gruppi, i camarasauridi e i titanosauridi, covavano le loro uova. Secondo alcuni paleontologi, i sauropodi potrebbero aver avuto labbra prensili simili a quelle dell'alce.
Il loro nome, che in greco significa "piedi di lucertola", si riferisce a una caratteristica comune a tutte le specie: la presenza, in tutti e quattro gli arti, di cinque dita pienamente sviluppate, come appunto nelle odierne lucertole, a differenza di molti altri gruppi di dinosauri che ne avevano solo tre o quattro per arto.
Tuttavia, la caratteristica più evidente dei sauropodi sono le loro dimensioni straordinarie: anche le forme nane (Magyarosaurus) di 5 o 6 metri erano tra i giganti del loro ecosistema. I sauropodi erano gli unici nel regno animale che superavano le dimensioni della balenottera azzurra, il Bruhathkayosaurus, ammesso che le stime basate comunque su pochi e incompleti resti siano attendibili, avrebbe superato perfino i più grandi esemplari di balenottera azzurra anche in termini di massa corporea. Per altri generi di sauropodi non possiamo avere un'idea precisa e inconfutabile sulle dimensioni massime raggiungibili, comunque i sauropodi possono essere considerati probabilmente gli animali più grandi mai vissuti sulla Terra e, a parte poche altre creature acquatiche estinte, paiono gli unici che possano competere quanto a dimensioni con le attuali balene. Di altri ancora si hanno a disposizione dati del tutto frammentari, come qualche orma come unica traccia di un gigantesco sauropode: il Breviparopus, per citarne un altro, lungo forse una cinquantina di metri.
Al contrario di altri gruppi di dinosauri, i sauropodi non variarono molto il loro standard corporeo, forse perché costretti dalla grande taglia. Tuttavia, alcune importanti differenze esistono anche all'interno di questo gruppo. Alcuni, come i diplodocidi, erano eccezionalmente lunghi e possedevano code a frusta. Supersaurus e il cosiddetto Seismosaurus, a una lunghezza di 40 metri, furono forse i più lunghi animali terrestri. Una vertebra di validità dubbia ritrovata nell' '800, denominata Amphicoelias fragillimus, potrebbe essere appartenuta a un animale di 50 metri, ma di questo reperto rimane solo un disegno.

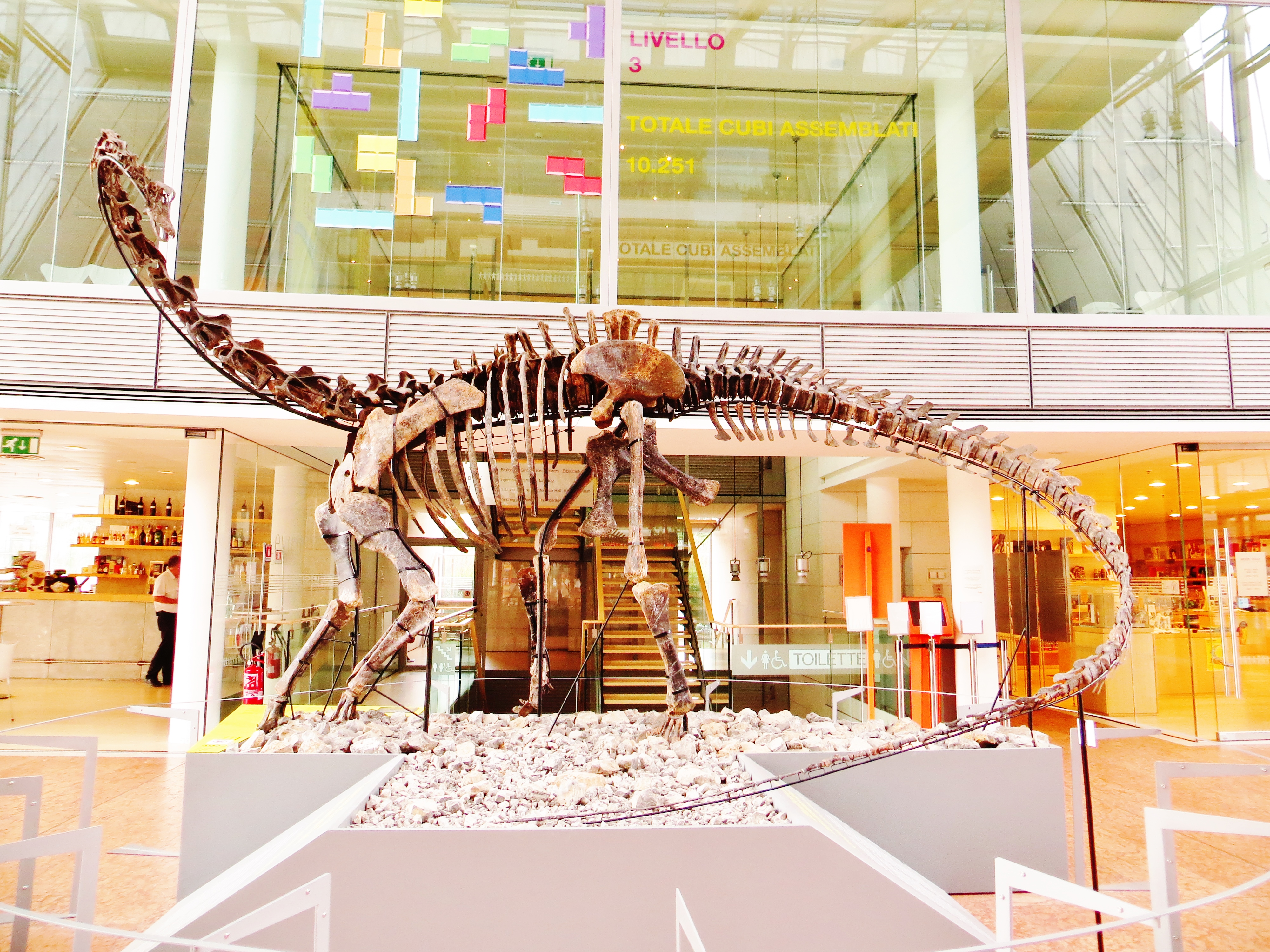
Scheletro di Kaatedocus esposto al MUSE di Trento

Altri sauropodi, come i brachiosauridi, erano estremamente alti, con alte spalle e colli molto allungati. Sauroposeidon è forse il più alto, con i suoi 18 metri. Altri sauropodi, i titanosauri, erano davvero giganti, con un peso che sfiorava le 200 tonnellate (Argentinosaurus e Paralititan). Un altro titanosauro, conosciuto per frammenti, Bruhathkayosaurus, potrebbe aver raggiunto dimensioni ancora più grandi.

## Curiosità
Oltre alle enormi dimensioni, alcune specie scoperte di recente svilupparono altre peculiarità: è il caso di molti membri della famiglia dei saltasauridi, con il corpo rivestito da un'armatura di tubercoli ossei. Il primitivo Shunosaurus della Cina, invece, possedeva una mazza ossea all'estremità della coda, per di più dotata di spine. In Sudamerica, il possibile titanosauro Agustinia era dotato di placche simili a quelle degli stegosauri, mentre il dicreosauride Amargasaurus possedeva una vela dorsale e lunghe spine sul collo. Si conosce anche una forma, Brachytrachelopan, il cui collo, al contrario di tutti gli altri sauropodi, era molto corto. Il titanosauro indiano Isisaurus, invece, aveva un curioso profilo "verticale".

## Radiazioni di sauropodi
I sauropodi apparvero nel tardo Triassico, e i primi rappresentanti (vulcanodontidi) erano simili ai prosauropodi. Un'espansione costante del gruppo dette luogo a una vera e propria esplosione di forme nel Giurassico superiore: brachiosauridi, euelopodidi e diplodocidi erano diffusissimi in tutto il pianeta, ma si estinsero (presumibilmente) all'inizio del Cretaceo. La seconda grande ondata di sauropodi iniziò nel Cretacico inferiore, con le forme del gruppo dei titanosauri. Questi animali, caratteristici dei continenti meridionali (ma diffusi anche in Asia, Texas, ed alcune delle isole che allora componevano l'Europa), si estinsero alla fine del Cretaceo nell'estinzione di massa.
Un tempo si pensava che nel cretaceo inferiore i sauropodi fossero via via diminuiti nell'emisfero boreale, oggi questa tesi non è più proponibile, e dipendeva per lo più da errori di campionamento e dell'abbondanza dei depositi (specie nord americani) formatosi in paludi e delta costieri e non in pianure aperte (che furono sempre l'habitat preferito dai sauropodi), quasi ogni anno ormai avvengono, anche in Spagna, Cina e Mongolia, scoperte di sauropodi cretacei altrettanto se non più grandi e complessi di quelli del Giurassico medio-superiore, un tempo considerato il periodo d'oro dei sauropodi. I fossili dei sauropodi sono stati ritrovati su tutti i continenti ad eccezione, finora, dell'Antartide; è però ipotizzabile che fossero vissuti anche in quel continente, visto che raggiunsero più volte l'Australia.

## Classificazione
La classificazione dei sauropodi è tuttora in pieno dibattito, e molte famiglie "classiche" (vulcanodontidi, cetiosauridi, nemegtosauridi, euelopodidi) potrebbero non essere più considerate valide. Lo stesso gruppo dei titanosauri è poco conosciuto, ma sta venendo ristudiato in questi anni. 
In sostanza, l'albero filogenetico dei sauropodi comprende forme eccezionalmente primitive (ad es. Anchisaurus) che fino a poco tempo fa venivano considerate prosauropodi. I primi veri sauropodi, come Antetonitrus e Isanosaurus, risalgono comunque al Triassico superiore. Altre famiglie primitive, quelle dei vulcanodontidi e dei cetiosauridi, sono probabilmente polifiletiche, mentre una radiazione asiatica, gli euelopodidi, deve essere ristudiata. I sauropodi evoluti comprendono i due grandi gruppi dei diplodocoidi, con le famiglie dei diplodocidi, dicreosauridi e rebbachisauridi) e dei macronari, con i gruppi dei camarasauridi, brachiosauridi e titanosauri. Alcune famiglie, come quella dei nemegtosauridi, sono di incerta classificazione.

## Tassonomia
Da Wilson & Sereno, 1998, Yates, 2003, Galton, 2001 , e Wilson, 2002:
- Infraordine Sauropoda
  - Antetonitrus
  - Isanosaurus
  - Kotasaurus
  - Lessemsaurus
  - Famiglia Blikanasauridae
  - Famiglia Melanorosauridae
  - Famiglia Vulcanodontidae
  - Famiglia Cetiosauridae
  - Famiglia Omeisauridae
  - ?Famiglia Tendaguridae
  - Clado Turiasauria
  - Divisione Neosauropoda
    - Haplocanthosaurus
    - ?Jobaria
    - ?Ferganasaurus
    - Superfamiglia Diplodocoidea
      - Suuwassea
      - Famiglia Rebbachisauridae
      - Famiglia Dicraeosauridae
      - Famiglia Diplodocidae

    - Subdivisione Macronaria
      - Famiglia Brachiosauridae
      - Famiglia Camarasauridae
      - Famiglia Euhelopodidae
      - Superfamiglia Titanosauroidea
        - Famiglia Saltasauridae